# Стадион Реалес Тамариндос
Стадион Реалес Тамариндос (шп. Estadio Reales Tamarindos) је фудбалски стадион у Портовјехоу, Еквадор. Стадион се углавном користи за фудбалске утакмице и домаћи је стадион Лиге Депортива Университариа де Портовјехо. Стадион има капацитет за 21.000 гледалаца, а отворен је 1970. 

## Историја стадиона
Стадион је изграђен 1970. године тако да Лига Депортива Университариа де Портовјехо може код куће играти утакмице Националног првенства, којима је први пут имао приступ екипа из Портовјеха. На његовом месту је био стари општински стадион, у власништву градске Кантоналне фудбалске лиге, који је био веома мали и без бетонских трибина и других услова који су били потребни за утакмице Серије А. Када је свечано отворен, Реалес Тамариндос је имао модерну цементну трибину, која је сада главна трибина. У то време је већ имао привремени део за штампу и део крова, али се протезао само дуж дела терена. Остатак трибина био је отворен (насупрот трибине) као и главни део северне трибине (чуван бујним стаблима манга) и југ (ово друго намењено деци), све направљени од дрвение конструкције и протежу се у облику овала иза лукова остављајући простор за атлетску стазу. Тада су имплементирана четири модерна расветна торња, а изграђена је и електроничка табла Електроимпек, мађарске производње, која и даље стоји (иако је данас напуштена и покривена иза северног дела). 
Модернизација стадиона започела је поводом X Боливарских игара 1985. Главна трибина је модернизована и њен горњи део је претворен у ложе. Још важнији је био преференцијални рад, којим је потпуно преуређен у модеран дизајн стадиона, сличан оном у галерији са већом дужином и висином. Оставили само старе дрвене конструкције. Коначно, за Копа Америка 1993. године, реновирање је завршено тако што су нови модерни држаћи од цемента интегрисани са остатком конструкције, чинећи их вишим и ближим терену (и остављајући стари електронско семафор и застарелу атлетску стазу). Кров главне трибине је такође продужен, а унутрашњост модернизована.
Стадион је такође претрпео озбиљна оштећења на својој структури изазване земљотресом који је погодио провинције Манаби и Есмералдас 16. априла 2016. 